# L'Enterrée vive
Pour plus de détails, voir Fiche technique et Distribution.
L'Enterrée vive (The Screaming Woman) est un téléfilm américain réalisé par Jack Smight en 1972.
En France, le téléfilm a été diffusé dans les années 1980. Rediffusion le 22 février 1991, puis le 25 mai 1992 sur M6.

## Synopsis
Une femme n'ayant plus tout son esprit entend les cris d'une femme enterrée vivante sous sa demeure. Les proches de la femme voient en ses déclarations le parfait moyen de la faire interner.

## Fiche technique
- Titre : L'Enterrée vive
- Titre original : The Screaming Woman
- Réalisateurs : Jack Smight
- Producteurs : William Frye
- Société de production : Universal TV
- Scénario : Merwin Gerard d'après une histoire de Ray Bradbury
- Musique : John Williams
- Photographie : Sam Leavitt
- Montage : Robert F. Shugrue
- Direction artistique : John E. Chilberg II
- Décors : Donald J. Sullivan
- Costumes : Edith Head
- Pays de production :  États-Unis
- Langue : anglais
- Format : Couleur (Technicolor) - 35 mm - 1,33:1 - Son : Mono
- Genre : thriller , horreur
- Durée : 73 minutes (1 h 13)
- Date de diffusion : États-Unis : 22 janvier 1972

## Distribution
- Olivia de Havilland : Laura Wynant
- Ed Nelson : Carl Nesbitt
- Laraine Stephens : Caroline Wynant
- Joseph Cotten : George Tresvant
- Walter Pidgeon : Dr Amos Larkin
- Charles Robinson : Howard Wynant
- Alexandra Hay : Evie Carson
- Lonny Chapman : Sergent de police
- Charles Drake : Ken Bronson
- Russell Wiggins : Harry Sands
- Gene Andrusco : David, le député
- Russell Thorson : Un homme
- Kay Stewart : Une femme
- Joyce Cunningham : Bernice Wilson
- John Alderman : Slater
- Jan Arvan : Martin
- Jay Montgomery : Ted Wilson